# 2011-es Formula–1 európai nagydíj
Az európai nagydíj volt a 2011-es Formula–1 világbajnokság nyolcadik futama, amelyet 2011. június 24. és június 26. között rendeztek meg a spanyolországi Valencia Street Circuit-ön, Valenciában.
A futamon egyetlen autó sem esett ki, mind a 24 célba ért, ez új rekordot jelentett.

## Szabadedzések

### Első szabadedzés
Az európai nagydíj első szabadedzését június 24-én, pénteken délelőtt tartották.
| Helyezés | Versenyző          | Csapat/Motor         | Elért idő  | Különbség | Futott kör |
| -------- | ------------------ | -------------------- | ---------- | --------- | ---------- |
| 1        | Mark Webber        | Red Bull-Renault     | 1:40,403   | −         | 22         |
| 2        | Vitalij Petrov     | Renault              | 1:41,227   | + 0,824   | 20         |
| 3        | Fernando Alonso    | Ferrari              | 1:41,239   | + 0,836   | 22         |
| 4        | Lewis Hamilton     | McLaren-Mercedes     | 1:41,510   | + 1,107   | 23         |
| 5        | Nick Heidfeld      | Renault              | 1:41,580   | + 1,177   | 24         |
| 6        | Felipe Massa       | Ferrari              | 1:41,758   | + 1,355   | 23         |
| 7        | Jenson Button      | McLaren-Mercedes     | 1:41,926   | + 1,523   | 14         |
| 8        | Adrian Sutil       | Force India-Mercedes | 1:41,955   | + 1,552   | 20         |
| 9        | Nico Rosberg       | Mercedes             | 1:42,043   | + 1,640   | 22         |
| 10       | Jaime Alguersuari  | Toro Rosso-Ferrari   | 1:42,216   | + 1,813   | 29         |
| 11       | Michael Schumacher | Mercedes             | 1:42,270   | + 1,867   | 26         |
| 12       | Daniel Ricciardo   | Toro Rosso-Ferrari   | 1:42,412   | + 2,009   | 27         |
| 13       | Rubens Barrichello | Williams-Cosworth    | 1:42,704   | + 2,301   | 23         |
| 14       | Sergio Pérez       | Sauber-Ferrari       | 1:42,738   | + 2,335   | 20         |
| 15       | Pastor Maldonado   | Williams-Cosworth    | 1:42,841   | + 2,438   | 28         |
| 16       | Sebastian Vettel   | Red Bull-Renault     | 1:42,941   | + 2,538   | 21         |
| 17       | Kobajasi Kamui     | Sauber-Ferrari       | 1:43,201   | + 2,798   | 18         |
| 18       | Nico Hülkenberg    | Force India-Mercedes | 1:43,769   | + 3,366   | 7          |
| 19       | Heikki Kovalainen  | Lotus-Renault        | 1:44,136   | + 3,733   | 17         |
| 20       | Jérôme d’Ambrosio  | Virgin-Cosworth      | 1:45,026   | +4,623    | 17         |
| 21       | Timo Glock         | Virgin-Cosworth      | 1:45,221   | + 4,818   | 19         |
| 22       | Vitantonio Liuzzi  | HRT-Cosworth         | 1:45,494   | + 5,091   | 24         |
| 23       | Narain Karthikeyan | HRT-Cosworth         | 1:46,926   | + 6,523   | 27         |
| 24       | Karun Chandhok     | Lotus-Renault        | idő nélkül |           | 2          |

### Második szabadedzés
Az európai nagydíj második szabadedzését június 24-én, pénteken délután tartották.
| Helyezés | Versenyző          | Csapat/Motor         | Elért idő | Különbség | Futott kör |
| -------- | ------------------ | -------------------- | --------- | --------- | ---------- |
| 1        | Fernando Alonso    | Ferrari              | 1:37,968  | −         | 35         |
| 2        | Lewis Hamilton     | McLaren-Mercedes     | 1:38,195  | + 0,227   | 26         |
| 3        | Sebastian Vettel   | Red Bull-Renault     | 1:38,265  | + 0,297   | 31         |
| 4        | Michael Schumacher | Mercedes             | 1:38,315  | + 0,347   | 30         |
| 5        | Felipe Massa       | Ferrari              | 1:38,443  | + 0,475   | 32         |
| 6        | Jenson Button      | McLaren-Mercedes     | 1:38,483  | + 0,515   | 30         |
| 7        | Mark Webber        | Red Bull-Renault     | 1:38,531  | + 0,563   | 26         |
| 8        | Nico Rosberg       | Mercedes             | 1:38,981  | + 1,013   | 33         |
| 9        | Nick Heidfeld      | Renault              | 1:39,040  | + 1,072   | 35         |
| 10       | Vitalij Petrov     | Renault              | 1:39,586  | + 1,618   | 27         |
| 11       | Adrian Sutil       | Force India-Mercedes | 1:39,626  | + 1,658   | 31         |
| 12       | Rubens Barrichello | Williams-Cosworth    | 1:40,020  | + 2,052   | 34         |
| 13       | Pastor Maldonado   | Williams-Cosworth    | 1:40,301  | + 2,333   | 34         |
| 14       | Paul di Resta      | Force India-Mercedes | 1:40,363  | + 2,395   | 7          |
| 15       | Sébastien Buemi    | Toro Rosso-Ferrari   | 1:40,454  | + 2,486   | 32         |
| 16       | Sergio Pérez       | Sauber-Ferrari       | 1:40,531  | + 2,563   | 37         |
| 17       | Kobajasi Kamui     | Sauber-Ferrari       | 1:42,083  | + 4,115   | 34         |
| 18       | Heikki Kovalainen  | Lotus-Renault        | 1:42,156  | + 4,188   | 39         |
| 19       | Jarno Trulli       | Lotus-Renault        | 1:42,239  | + 4,271   | 25         |
| 20       | Timo Glock         | Virgin-Cosworth      | 1:42,273  | + 4,305   | 21         |
| 21       | Jérôme d’Ambrosio  | Virgin-Cosworth      | 1:42,809  | +4,841    | 36         |
| 22       | Vitantonio Liuzzi  | HRT-Cosworth         | 1:44,460  | + 6,492   | 29         |
| 23       | Narain Karthikeyan | HRT-Cosworth         | 1:46,906  | + 8,938   | 16         |
| 24       | Jaime Alguersuari  | Toro Rosso-Ferrari   |           |           | 0          |

### Harmadik szabadedzés
Az európai nagydíj harmadik szabadedzését június 25-én, szombaton délelőtt tartották.
| Helyezés | Versenyző          | Csapat/Motor         | Elért idő | Különbség | Futott kör |
| -------- | ------------------ | -------------------- | --------- | --------- | ---------- |
| 1        | Sebastian Vettel   | Red Bull-Renault     | 1:37,258  | −         | 15         |
| 2        | Fernando Alonso    | Ferrari              | 1:37,678  | + 0,420   | 16         |
| 3        | Felipe Massa       | Ferrari              | 1:37,840  | + 0,582   | 17         |
| 4        | Mark Webber        | Red Bull-Renault     | 1:38,068  | + 0,810   | 13         |
| 5        | Jenson Button      | McLaren-Mercedes     | 1:38,326  | + 1,068   | 13         |
| 6        | Nico Rosberg       | Mercedes             | 1:38,580  | + 1,322   | 15         |
| 7        | Lewis Hamilton     | McLaren-Mercedes     | 1:38,741  | + 1,483   | 13         |
| 8        | Michael Schumacher | Mercedes             | 1:38,799  | + 1,541   | 14         |
| 9        | Vitalij Petrov     | Renault              | 1:38,822  | + 1,564   | 17         |
| 10       | Nick Heidfeld      | Renault              | 1:39,113  | + 1,855   | 15         |
| 11       | Adrian Sutil       | Force India-Mercedes | 1:39,411  | + 2,153   | 19         |
| 12       | Sergio Pérez       | Sauber-Ferrari       | 1:39,778  | + 2,520   | 18         |
| 13       | Paul di Resta      | Force India-Mercedes | 1:39,823  | + 2,565   | 18         |
| 14       | Kobajasi Kamui     | Sauber-Ferrari       | 1:39,848  | + 2,590   | 18         |
| 15       | Sébastien Buemi    | Toro Rosso-Ferrari   | 1:39,888  | + 2,630   | 17         |
| 16       | Rubens Barrichello | Williams-Cosworth    | 1:39,987  | + 2,729   | 18         |
| 17       | Pastor Maldonado   | Williams-Cosworth    | 1:40,004  | + 2,746   | 16         |
| 18       | Jaime Alguersuari  | Toro Rosso-Ferrari   | 1:40,239  | + 2,981   | 20         |
| 19       | Heikki Kovalainen  | Lotus-Renault        | 1:41,267  | + 4,009   | 15         |
| 20       | Jarno Trulli       | Lotus-Renault        | 1:41,690  | + 4,432   | 18         |
| 21       | Timo Glock         | Virgin-Cosworth      | 1:42,557  | + 5,299   | 18         |
| 22       | Vitantonio Liuzzi  | HRT-Cosworth         | 1:43,243  | + 5,985   | 17         |
| 23       | Jérôme d’Ambrosio  | Virgin-Cosworth      | 1:43,309  | + 6,051   | 18         |
| 24       | Narain Karthikeyan | HRT-Cosworth         | 1:44,630  | + 7,372   | 19         |

## Időmérő edzés
Az európai nagydíj időmérő edzése június 25-én, szombaton futották.
| Helyezés | Versenyző          | Csapat/Motor         | 1. rész  | 2. rész  | 3. rész  |
| -------- | ------------------ | -------------------- | -------- | -------- | -------- |
| 1        | Sebastian Vettel   | Red Bull-Renault     | 1:39.116 | 1:37.305 | 1:36.975 |
| 2        | Mark Webber        | Red Bull-Renault     | 1:39.956 | 1:38.058 | 1:37.163 |
| 3        | Lewis Hamilton     | McLaren-Mercedes     | 1:39.244 | 1:37.727 | 1:37.380 |
| 4        | Fernando Alonso    | Ferrari              | 1:39.725 | 1:37.930 | 1:37.454 |
| 5        | Felipe Massa       | Ferrari              | 1:38.413 | 1:38.566 | 1:37.535 |
| 6        | Jenson Button      | McLaren-Mercedes     | 1:39.453 | 1:37.749 | 1:37.645 |
| 7        | Nico Rosberg       | Mercedes             | 1:39.266 | 1:38.373 | 1:38.231 |
| 8        | Michael Schumacher | Mercedes             | 1:39.198 | 1:38.365 | 1:38.240 |
| 9        | Nick Heidfeld      | Renault              | 1:39.877 | 1:38.781 |          |
| 10       | Adrian Sutil       | Force India-Mercedes | 1:39.329 | 1:39.034 |          |
| 11       | Vitalij Petrov     | Renault              | 1:39.690 | 1:39.068 |          |
| 12       | Paul di Resta      | Force India-Mercedes | 1:39.852 | 1:39.422 |          |
| 13       | Rubens Barrichello | Williams-Cosworth    | 1:39.602 | 1:39.489 |          |
| 14       | Kobajasi Kamui     | Sauber-Ferrari       | 1:40.131 | 1:39.525 |          |
| 15       | Pastor Maldonado   | Williams-Cosworth    | 1:39.690 | 1:39.645 |          |
| 16       | Sergio Pérez       | Sauber-Ferrari       | 1:39.494 | 1:39.657 |          |
| 17       | Sébastien Buemi    | Toro Rosso-Ferrari   | 1:39.679 | 1:39.711 |          |
| 18       | Jaime Alguersuari  | Toro Rosso-Ferrari   | 1:40.232 |          |          |
| 19       | Heikki Kovalainen  | Lotus-Renault        | 1:41.664 |          |          |
| 20       | Jarno Trulli       | Lotus-Renault        | 1:42.234 |          |          |
| 21       | Timo Glock         | Virgin-Cosworth      | 1:42.553 |          |          |
| 22       | Vitantonio Liuzzi  | HRT-Cosworth         | 1:43.584 |          |          |
| 23       | Jérôme d’Ambrosio  | Virgin-Cosworth      | 1:43.735 |          |          |
| 24       | Narain Karthikeyan | HRT-Cosworth         | 1:44.363 |          |          |

## Futam
Az európai nagydíj futama június 26-án, vasárnap rajtolt.
| Helyezés | Rajtszám | Versenyző          | Csapat/Motor         | Futott kör | Idő/Kiesés oka | Rajthely | Pont |
| -------- | -------- | ------------------ | -------------------- | ---------- | -------------- | -------- | ---- |
| 1        | 1        | Sebastian Vettel   | Red Bull-Renault     | 57         | 1:39:36.169    | 1        | 25   |
| 2        | 5        | Fernando Alonso    | Ferrari              | 57         | +10.891        | 4        | 18   |
| 3        | 2        | Mark Webber        | Red Bull-Renault     | 57         | +27.255        | 2        | 15   |
| 4        | 3        | Lewis Hamilton     | McLaren-Mercedes     | 57         | +46.190        | 3        | 12   |
| 5        | 6        | Felipe Massa       | Ferrari              | 57         | +51.705        | 5        | 10   |
| 6        | 4        | Jenson Button      | McLaren-Mercedes     | 57         | +1:00.065      | 6        | 8    |
| 7        | 8        | Nico Rosberg       | Mercedes             | 57         | +1:38.090      | 7        | 6    |
| 8        | 19       | Jaime Alguersuari  | Toro Rosso-Ferrari   | 56         | +1 kör         | 18       | 4    |
| 9        | 14       | Adrian Sutil       | Force India-Mercedes | 56         | +1 kör         | 10       | 2    |
| 10       | 9        | Nick Heidfeld      | Renault              | 56         | +1 kör         | 9        | 1    |
| 11       | 17       | Sergio Pérez       | Sauber-Ferrari       | 56         | +1 kör         | 16       |      |
| 12       | 11       | Rubens Barrichello | Williams-Cosworth    | 56         | +1 kör         | 13       |      |
| 13       | 18       | Sébastien Buemi    | Toro Rosso-Ferrari   | 56         | +1 kör         | 17       |      |
| 14       | 15       | Paul di Resta      | Force India-Mercedes | 56         | +1 kör         | 12       |      |
| 15       | 10       | Vitalij Petrov     | Renault              | 56         | +1 kör         | 11       |      |
| 16       | 16       | Kobajasi Kamui     | Sauber-Ferrari       | 56         | +1 kör         | 14       |      |
| 17       | 7        | Michael Schumacher | Mercedes             | 56         | +1 kör         | 8        |      |
| 18       | 12       | Pastor Maldonado   | Williams-Cosworth    | 56         | +1 kör         | 15       |      |
| 19       | 20       | Heikki Kovalainen  | Lotus-Renault        | 55         | +2 kör         | 19       |      |
| 20       | 21       | Jarno Trulli       | Lotus-Renault        | 55         | +2 kör         | 20       |      |
| 21       | 24       | Timo Glock         | Virgin-Cosworth      | 55         | +2 kör         | 21       |      |
| 22       | 25       | Jérôme d’Ambrosio  | Virgin-Cosworth      | 55         | +2 kör         | 23       |      |
| 23       | 23       | Vitantonio Liuzzi  | HRT-Cosworth         | 54         | +3 kör         | 22       |      |
| 24       | 22       | Narain Karthikeyan | HRT-Cosworth         | 54         | +3 kör         | 24       |      |

## A világbajnokság állása a verseny után
| H   | Versenyzők         | Pont | H   | Konstruktőrök        | Pont |
| --- | ------------------ | ---- | --- | -------------------- | ---- |
| 1.  | Sebastian Vettel   | 186  | 1.  | Red Bull-Renault     | 295  |
| 2.  | Jenson Button      | 109  | 2.  | McLaren-Mercedes     | 206  |
| 3.  | Mark Webber        | 109  | 3.  | Ferrari              | 129  |
| 4.  | Lewis Hamilton     | 97   | 4.  | Renault              | 61   |
| 5.  | Fernando Alonso    | 87   | 5.  | Mercedes GP          | 58   |
| 6.  | Felipe Massa       | 42   | 6.  | Sauber-Ferrari       | 27   |
| 7.  | Nico Rosberg       | 32   | 7.  | Toro Rosso-Ferrari   | 16   |
| 8.  | Vitalij Petrov     | 31   | 8.  | Force India-Mercedes | 12   |
| 9.  | Nick Heidfeld      | 30   | 9.  | Williams-Cosworth    | 4    |
| 10. | Michael Schumacher | 26   | 10. | Lotus-Renault        | 0    |

(A teljes táblázat)

## Statisztikák
Vezető helyen:
- Sebastian Vettel : 56 kör (1-13 / 15-57)
- Felipe Massa : 1 kör (14)

Sebastian Vettel 16. győzelme, 22. pole pozíciója, 6. leggyorsabb köre. 2. mesterhármas.
- Red Bull 21. győzelme.